# Мормиропсы
Мормиропсы (лат. Mormyrops) — род пресноводных лучепёрых рыб из семейства мормировых отряда араванообразных. Распространены в водоёмах тропической Африки.
Включает крупнейшего представителя семейства мормировые Mormyrops anguilloides длиной до 1,5 м. Они отличаются удлинённой головой и отсутствием зубов на небе или языке. Хвостовой стебель узкий, хвостовой плавник глубоко раздвоен. Спинной и анальный плавники расположены в задней части тела один напротив другого. Имеют крупный мозжечок.
Питаются мелкими беспозвоночными, обитающими в иле. Для ориентирования в пространстве, поисков корма и обнаружения хищников используют собственное электрическое поле, которое генерируется мышцами.

## Классификация
На октябрь 2018 года в род включают 21 вид. Один из них (отмеченный одной звездой * в списке) часто помещается в отдельный род Oxymormyrus, а другой (отмеченный двумя звездами **) иногда также помещается в этот род:
- Mormyrops anguilloides (Linnaeus 1758)
- Mormyrops attenuatus Boulenger 1898
- Mormyrops batesianus Boulenger 1909
- Mormyrops boulengeri* Pellegrin, 1900
- Mormyrops breviceps Steindachner 1894
- Mormyrops caballus Pellegrin 1927
- Mormyrops citernii Vinciguerra 1912
- Mormyrops curtus Boulenger 1899
- Mormyrops curviceps Román 1966
- Mormyrops engystoma Boulenger 1898
- Mormyrops furcidens Pellegrin 1900
- Mormyrops intermedius Vinciguerra 1928
- Mormyrops lineolatus Boulenger 1898
- Mormyrops mariae (Schilthuis, 1891)
- Mormyrops masuianus Boulenger 1898
- Mormyrops microstoma Boulenger 1898
- Mormyrops nigricans Boulenger 1899
- Mormyrops oudoti Daget 1954
- Mormyrops parvus Boulenger 1899
- Mormyrops sirenoides Boulenger 1898
- Mormyrops zanclirostris** (Günther, 1867)